# 박상재
박상재(朴尙在, 1956년 ~ )는 대한민국의 동화작가이다. 

## 생애
전라북도 장수군에서 출생하였고, 전주고등학교, 전주교육대학과 서울교육대학교를 졸업했으며, 성균관대학교 교육대학원을 나온 후 단국대학교 대학원 국문학과에서 문학박사 학위를 받았다. 1981년 《아동문예》 신인상에 동화 ‘하늘로 가는 꽃마차’가 1983년 새벗문학상에 장편동화 ’원숭이 마카카‘가 1984년 한국일보 신춘문예에 동화 ’꿈꾸는 대나무‘가 당선되어 등단하였다.
<수상> 받은 상으로는 한국아동문학상(1993), 방정환문학상(2002), 한정동아동문학상(2006), 박경종아동문학상(2012),이재철아동문학평론상(2016), PEN문학상(2017), 김영일아동문학상(2022) 등과 대한민국인성교육대상(2015), 눈솔상(2015), 남강교육상(2017), 대한민국파워리더대상(2017),대한민국인성동요대상(2017),k-아름다운 노래상(2022) 등을 수상했다. 황조근정훈장(2018)을 받았다.
<경력> 한국아동문학학회 회장을 역임하고
한국글짓기지도회 회장, (사)한국아동문학인협회 이사장, 한국인성동요연구회 회장으로 있다.
단국대학교 겸임교수, 한국교원대학교 겸임교수, 서울교육대학교 외래교수와 서울당중초등학교 교장을 지냈다.
<작품> 동화집으로 《원숭이마카카》,《개미가 된 아이》,《어른들만 사는 나라》,《춤추는 오리》, 《도깨비가 된 장승》,《달려라 아침해》,《세상에서 가장 멋진 고양이》,《아름다운 철도원과 고양이역장》,《진도아리랑》,《쟁이들만 사는 나라 》,《눈사람 먹구리》,《따라쟁이 앵무새》,《햄버거나라 여행》,《구둘 느티나무의 비밀》,《잃어버린 도깨비》,《도깨비와 메밀묵》등과 이론서 <한국창작동화에 나타난 환상성 연구>(1998, 집문당), <한국동화문학의 탐색과 조명>(2002, 집문당), <동화창작의 이론과 실제>(2002, 집문당), <한국동화문학의 어제와 오늘>(2016, 청동거울) 등이 있다.